# Älgtjärnen (Ljusdals socken, Hälsingland, 689561-150223)
Älgtjärnen är en sjö i Ljusdals kommun i Hälsingland och ingår i Ljusnans huvudavrinningsområde.